# 어리석은 자들의 세기
어리석은 자들의 세기(The Age Of Stupid)는 영국에서 제작된 프래니 암스트롱 감독의 2009년 다큐멘터리 영화이다. 피트 포스틀스웨이트 등이 주연으로 출연하였다.

## 출연

### 주연
- 피트 포스틀스웨이트

## 제작진
- 미술: 데이빗 브라이언
- 의상: 헤이디 밀러
- 배역: 젬마 행콕
- 배역: 샘 스티븐슨

## 같이 보기
- 종말물
- 생태학적 난민
- 세계재앙위험